# Samal
För andra betydelser, se Samal (olika betydelser).

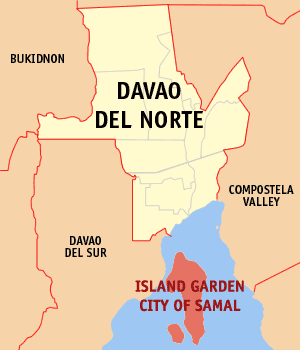
Samals läge i Davao del Norte

Samal (officiellt Island Garden City of Samal) är en stad i Filippinerna. Den är belägen i provinsen Davao del Norte i Davaoregionen och har 82 609 invånare (folkräkning 1 maj 2000).
Staden ligger på öarna Samal och Talikud strax utanför Davao City på Mindanao. Samal är indelad i 46 smådistrikt, barangayer, varav 42 är klassificerade som landsbygdsdistrikt och endast 4 som tätortsdistrikt.